# Goussaincourt
Goussaincourt ist eine französische Gemeinde mit 118 Einwohnern (Stand 1. Januar 2022) im Département Meuse in der Region Grand Est (bis 2015 Lothringen); sie gehört zum Arrondissement Commercy und zum Gemeindeverband Communauté de communes de Commercy-Void-Vaucouleurs. Die Bewohner nenne sich Goussaincourtois/Goussaincourtoises.

## Geografie
Goussaincourt liegt rund 43 Kilometer südwestlich von Nancy im Süden des Départements Meuse an der Grenze zum Département Vosges. Der Westen der Gemeinde ist bewaldet (Bois de Goussaincourt und Bois de Tannière).
Nachbargemeinden sind Burey-la-Côte im Norden, Sauvigny im Nordosten, Brixey-aux-Chanoines im Osten, Greux (im Département Vosges) im Süden, Vouthon-Haut im Südwesten und Westen, Vouthon-Bas im Westen sowie Taillancourt im Nordwesten.

## Geschichte
Wie alle Orte der Gegend litt Goussaincourt im Mittelalter unter Konflikten. Die schlimmsten Verwüstungen richteten der Hundertjährige Krieg und der Dreißigjährige Krieg an. Der Name der heutigen Gemeinde wurde im Jahr 1327 unter dem Namen Goussaincour erstmals in einem Dokument erwähnt. Im Mittelalter hatte der Ort bis 1766 zwei Herrschaften. Ein Teil von Goussaincourt lag innerhalb der Champagne und gehörte zur Bailliage Chaumont. Der andere Teil zur Bailliage Lamarche im Herzogtum Lothringen. Von 1766 bis zur Französischen Revolution lag der Ort im Grand-gouvernement de Lorraine-et-Barrois. 
Goussaincourt gehörte von 1793 bis 1801 zum District Gondrecourt. Von 1793 bis 1801 war die Gemeinde Hauptort eines Kantons. Seit 1801 liegt sie im Kanton Vaucouleurs. Die Gemeinde ist seit 1801 dem Arrondissement Commercy zugeteilt.

## Bevölkerungsentwicklung
Ab 1835 begann die Landflucht. Vom Höchststand 1806 bis zum Tiefststand 1982 verminderte sich die Anzahl der Bewohner um ca. 80 Prozent. In den letzten Jahrzehnten ist die Bevölkerung wieder gewachsen (1982–2016: +18,8 Prozent).
| Jahr                       | 1962 | 1968 | 1975 | 1982 | 1990 | 1999 | 2006 | 2011 | 2019 |
| Einwohner                  | 186  | 174  | 134  | 101  | 120  | 104  | 114  | 116  | 115  |
| Quellen: Cassini und INSEE |      |      |      |      |      |      |      |      |      |

## Sehenswürdigkeiten
- Schloss Château de Goussaincourt (Privatbesitz) aus dem 17. Jahrhundert, Monument historique seit 2009[1]
- Kirche Saint-Gervais et Saint-Protais; Chor aus dem 15. Jahrhundert, der Rest der Kirche ist aus dem Jahr 1782
- Quelle Saint-Gervais et Saint-Protais in der Grande Rue
- Denkmal für die Gefallenen[2]
- Waschhaus (Lavoir) aus dem Jahr 1804
- Wegkreuz in der Grande Rue und das Wegkreuz Croix Jean de Tanron westlich des Dorfs

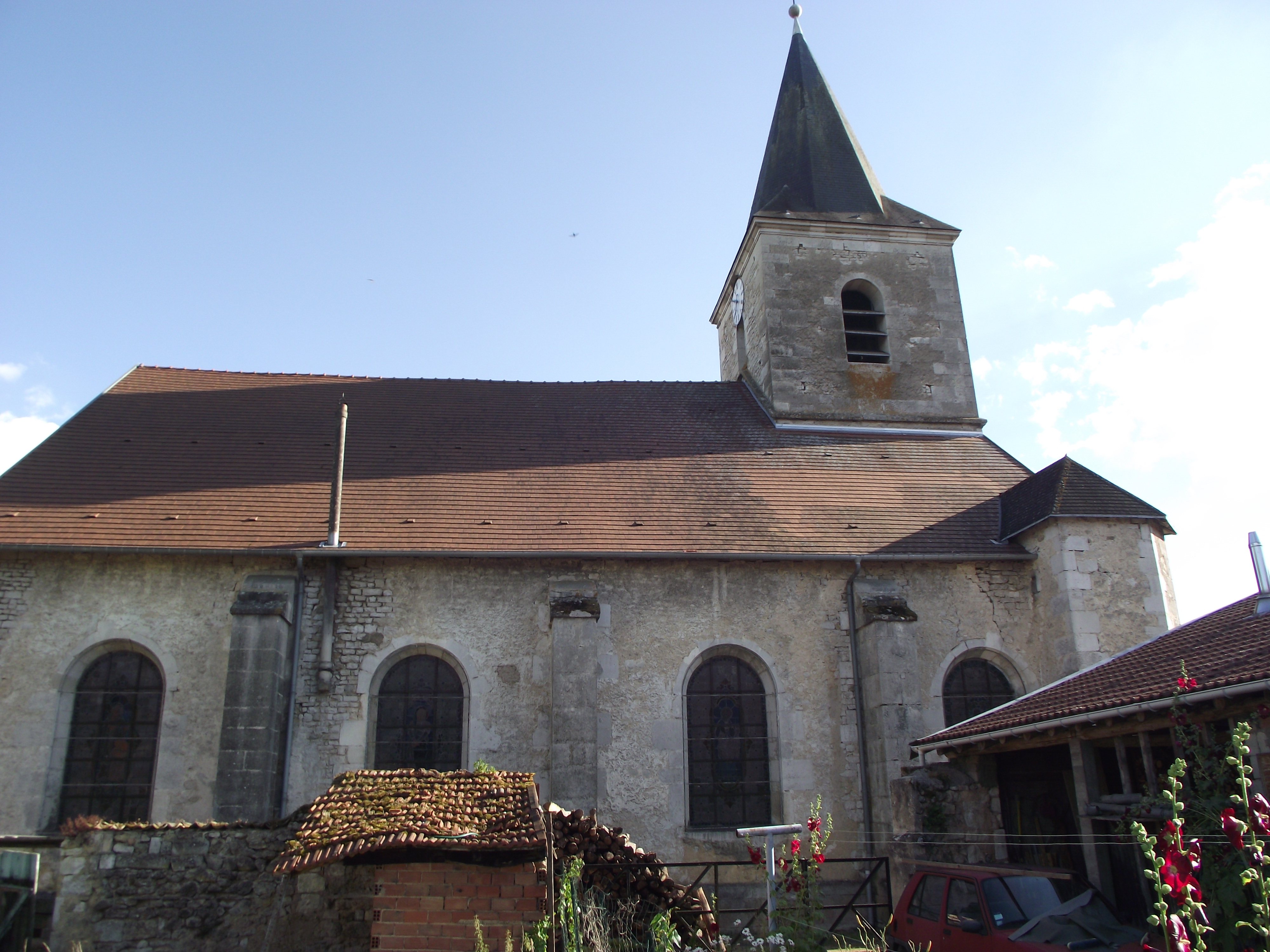
Dorfkirche Saint-Gervais et Saint-Protais
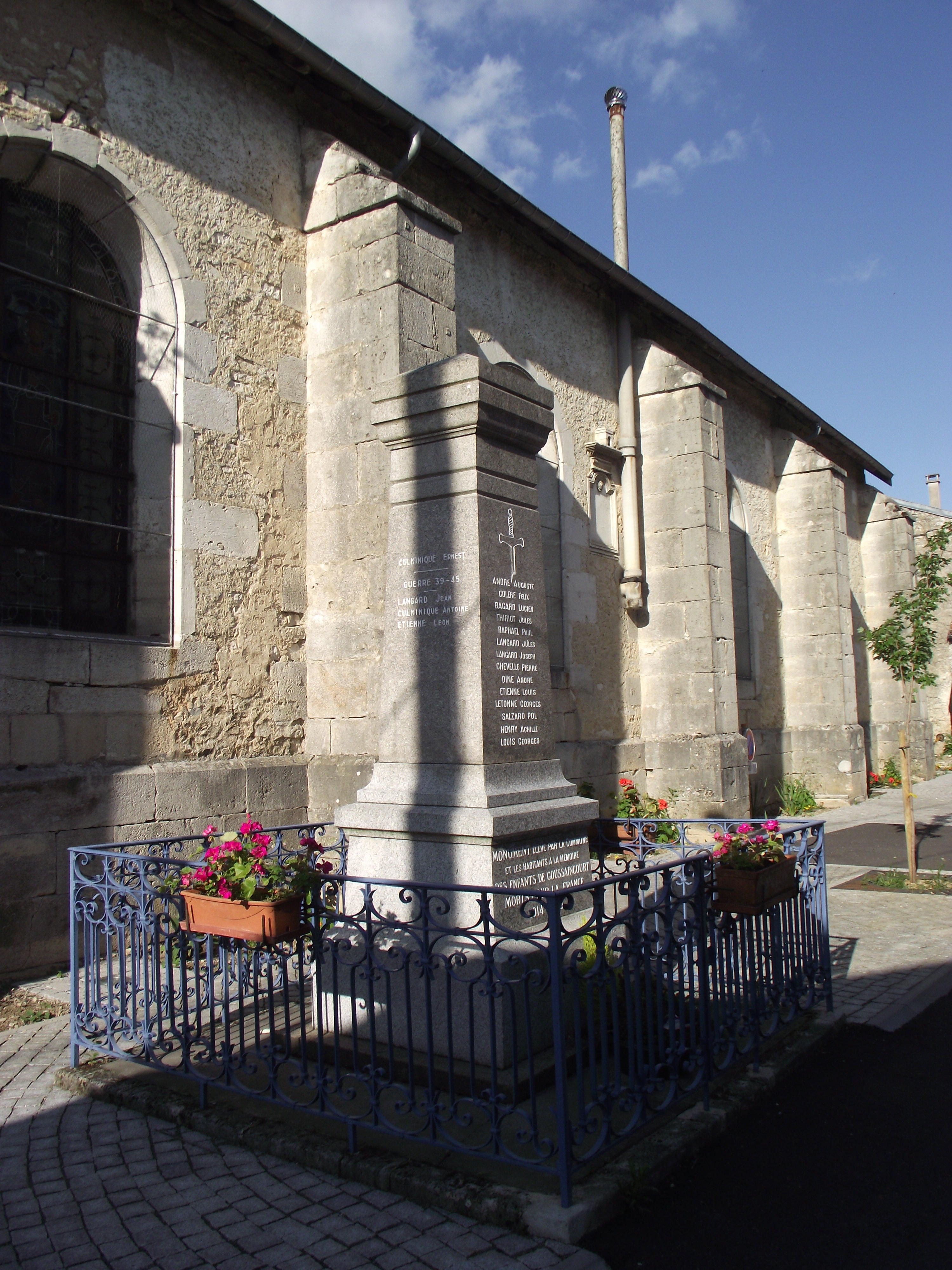
Denkmal für die Gefallenen

## Verkehr
Die Gemeinde befindet sich an der D964. Diese und die östlich verlaufende Europastraße 21 mit dem nächsten Anschluss in Allain sind die wichtigsten Verkehrsverbindungen für die Gemeinde.
Nächstgelegener Bahnhof ist Neufchâteau an der Bahnstrecke Paris–Straßburg in rund 16 Kilometer Entfernung.